# 夏普任天堂電視
夏普任天堂电视（常暱稱為C1 NES TV） 是夏普公司生產的具有内建红白机的彩色电视机，1983年在日本發布，1989年在美國發布，另外在台灣則在1984年由聲寶公司代理推出同型機Sampo C1。其值得注意的原因是它具有比接上電視的Famicom或NES原型機更好的畫面品質。後續機種為夏普在1990年推出的夏普超級任天堂电视（SF1）。

## 概觀
夏普任天堂电视是由夏普和任天堂共同開發的內建FC系統的電視，於1983年發佈到日本市場，並支援直到1989年。美版則於1989年發行，採用NES卡帶，因此不相容於日版夏普任天堂电视。夏普任天堂电视使用2C03PPU，它支持原生RGB輸出，但有些兼容性和遊戲的顏色限制。通過RF 調製器連接，夏普任天堂电视具有比原始設置更清晰的圖像質量，因此那時電視遊戲雜誌中的屏幕截圖都是來自此電視。
夏普任天堂电视有兩個內建程式JR GRAPHIC和TV NOTE，並附贈一個精簡版大金刚Jr. 和小金剛算數的複合卡帶。這也是任天堂在 FC 生命週期中唯一官方發行的複合式卡帶。
當電視在美國發佈時，任天堂和夏普使用只有2C02 PPU輸出的電視。雖然圖片不像日版那樣清脆，但這避免了相容性問題。即使沒有RGB輸出，美版的夏普任天堂电视圖像質量仍優於許多家庭主機連接電視的品質，因為訊號直接傳送到電視。就像原版NES，它也有10NES鎖區功能。如果遊戲不加載，它會重置（但通道指示器上的“P”不會像原來NES上的LED燈那樣閃爍）。

## 型號

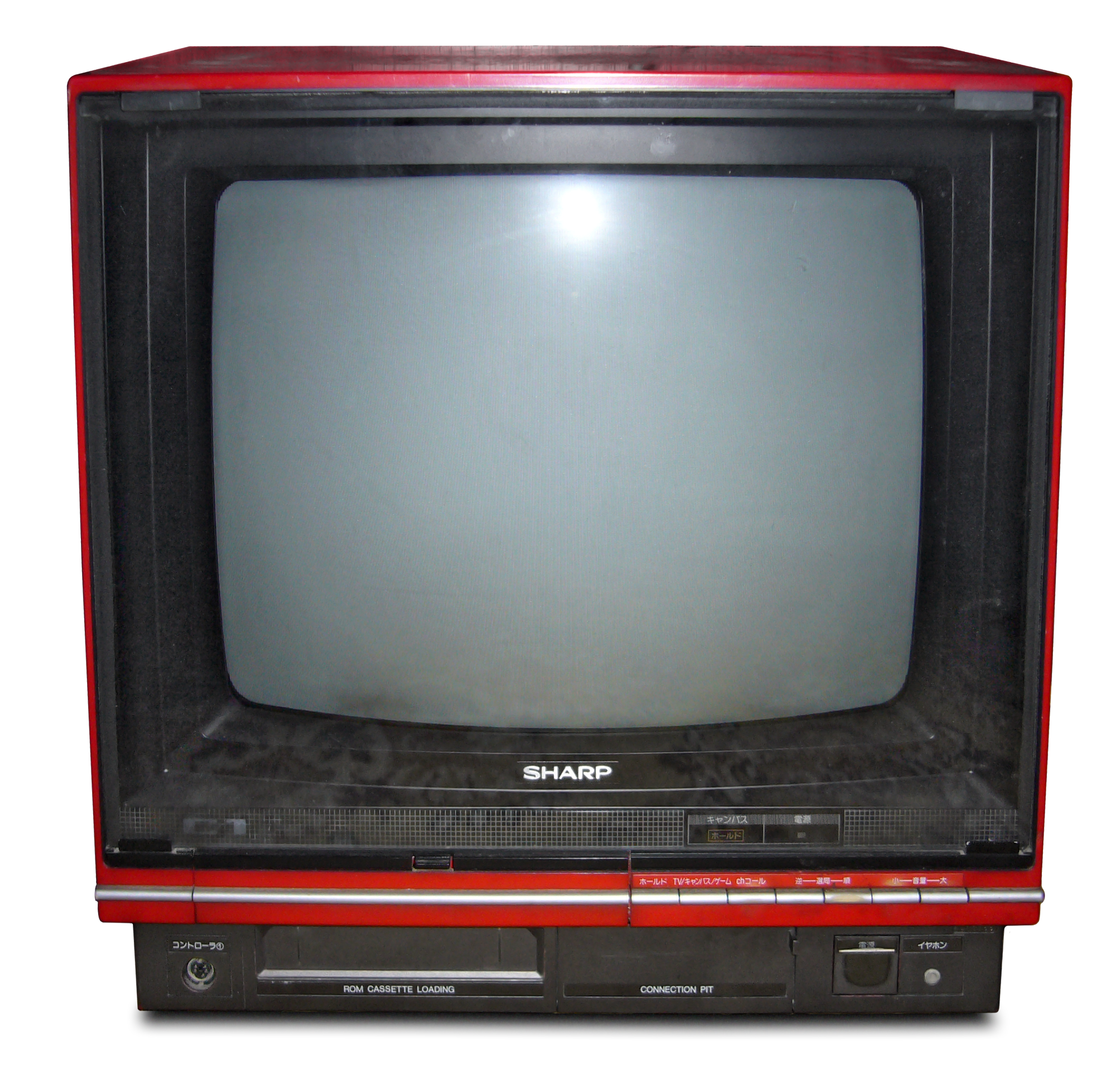
14C-C1F
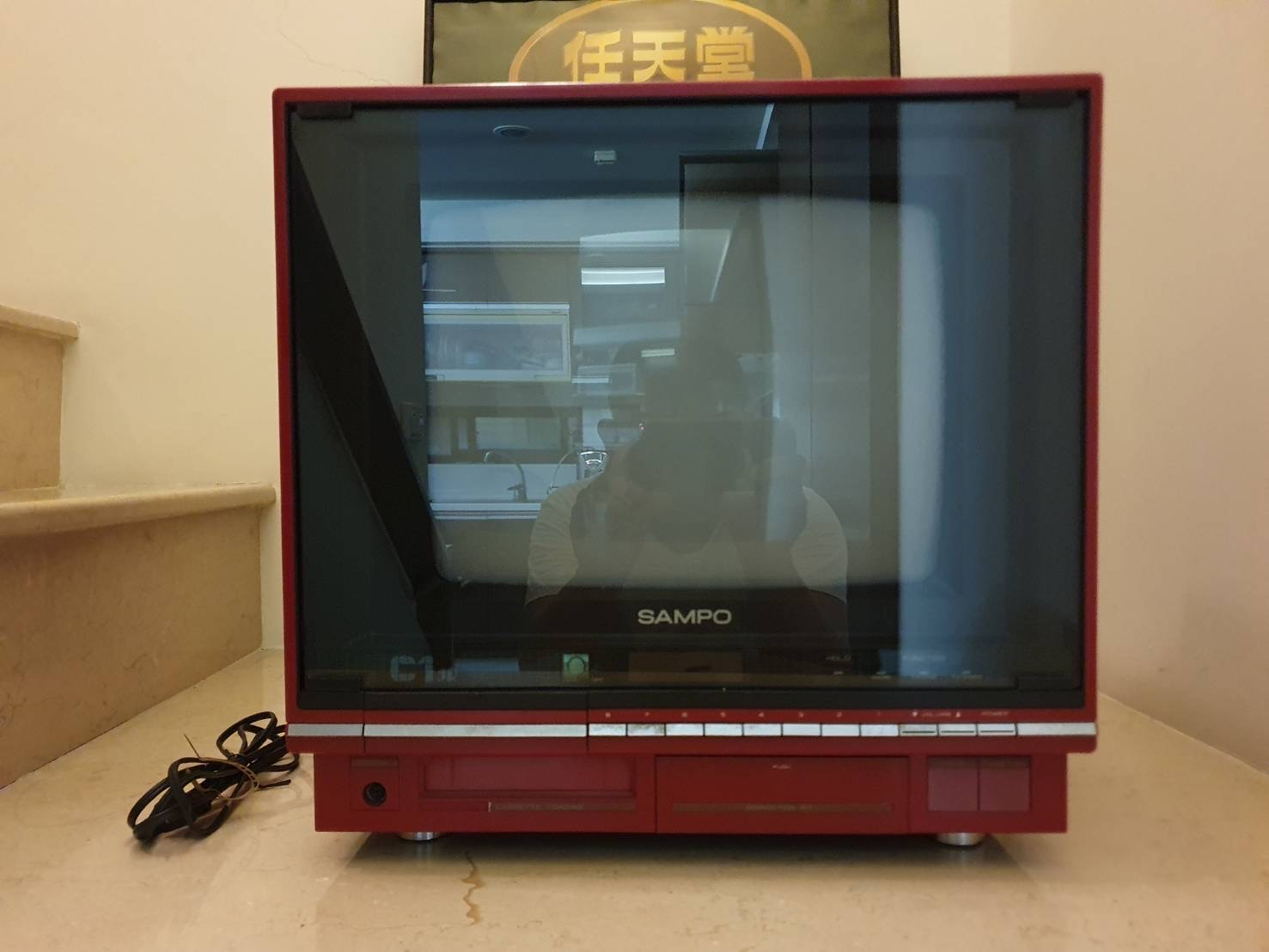
Sampo C1JR
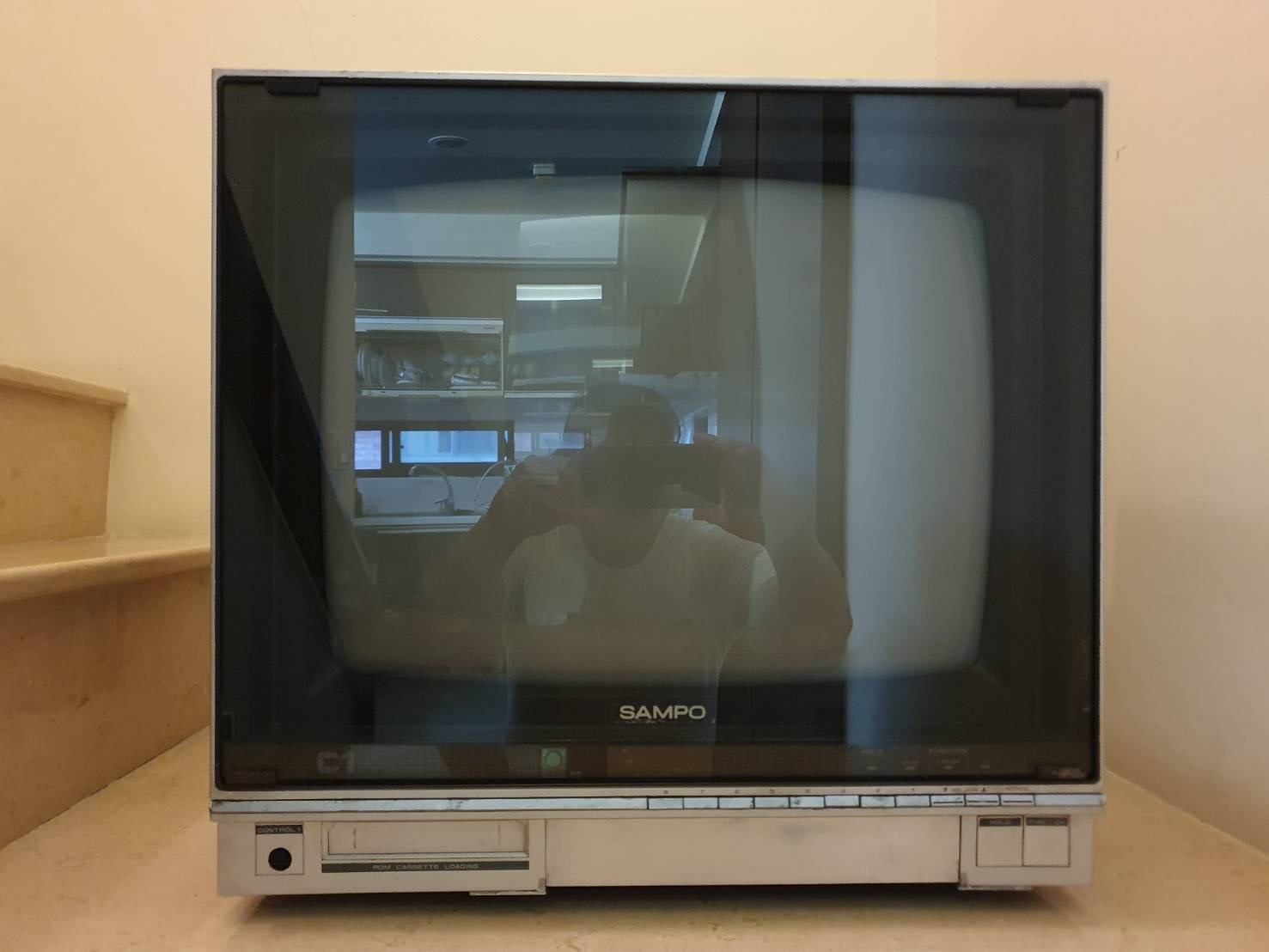
Sampo C1

包含相容機在內，夏普任天堂電視有下列幾種型號：
- 19C-C1F·W（19英寸，零售價 ¥145,000）-日版
- 14C-C1F·W·R（14英寸，零售價 ¥93,000）-日版
- 19SV111和19SC111（19英寸）[6]-美版
- AN-320（僅限鍵盤）
- Sampo C1JR（14英寸，紅色） -台版，由夏普授權聲寶製造及代理
- Sampo C1（20英寸，銀色） -台版，由夏普授權聲寶製造及代理
- Sampo C1-AV（20英寸，銀色，AV端子輸入） -台版，由夏普授權聲寶製造及代理